# Bures-les-Monts
Bures-les-Monts is een plaats en voormalige gemeente in het Franse departement Calvados in de regio Normandië en telt 107 inwoners (1999).
Het dorp ligt onder een heuvel en telt een kasteel (15e eeuw) met vijver, een kerk met kerkhof, het voormalige gemeentehuis, de voormalige school en enkele huizen. Hoger staan drie kruisen opgericht aan het einde van de Honderdjarige Oorlog.

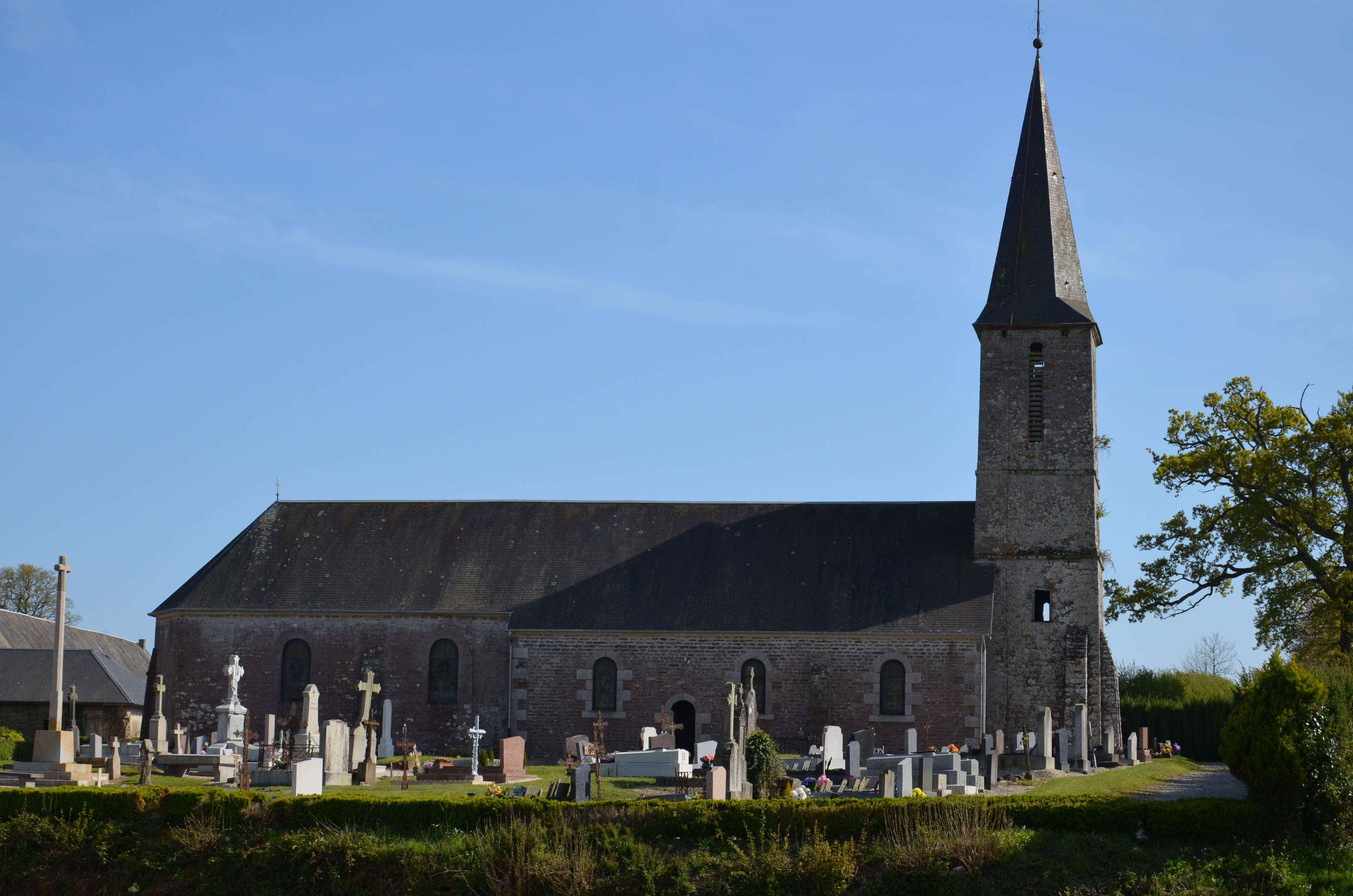
Notre-Dame in Bures-les-Monts

## Geschiedenis
In 1920 veranderde de gemeente haar naam van Bures in Bures-les-Monts om verwarring met andere, gelijknamige gemeenten te vermijden.
De gemeente viel onder het kanton Le Bény-Bocage tot dat op 22 maart 2015 werd opgegeven en alle gemeenten van het kanton werden opgenomen in het kanton Condé-sur-Noireau. Op 1 januari 2016 fuseerden de gemeenten van het gemeentelijke samenwerkingsverband communauté de communes de Bény-Bocage, dat overeenkwam met het opgeheven kanton, tot de huidige gemeente Souleuvre-en-Bocage. Deze gemeente maakt deel uit van het arrondissement Vire.

## Geografie
De oppervlakte van Bures-les-Monts bedraagt 5,3 km², de bevolkingsdichtheid is 20,2 inwoners per km².
De onderstaande kaart toont de ligging van Bures-les-Monts met de belangrijkste infrastructuur en aangrenzende gemeenten.

## Demografie
Onderstaande figuur toont het verloop van het inwonertal (bron: INSEE-tellingen).

Vanwege een beveiligingsprobleem met de MediaWiki Graph-software is het momenteel niet mogelijk deze grafiek weer te geven. Zodra de software is bijgewerkt zal de grafiek vanzelf weer zichtbaar worden.
Beaulieu · Le Bény-Bocage · Bures-les-Monts · Campeaux · Carville · Étouvy · La Ferrière-au-Doyen · La Ferrière-Harang · La Graverie · Malloué · Montamy · Mont-Bertrand · Montchauvet · Le Reculey · Saint-Denis-Maisoncelles · Sainte-Marie-Laumont · Saint-Martin-des-Besaces · Saint-Martin-Don · Saint-Ouen-des-Besaces · Saint-Pierre-Tarentaine · Le Tourneur